# EP u amaterskom boksu 1947.
7. Europsko prvenstvo u amaterskom boksu 1947. se održalo od 12. do 17. svibnja 1947. u irskom gradu Dublinu.
Boksači su se borili za odličja u osam težinskih kategorija. Sudjelovalo je 105 boksača iz 16 država.
Boksači iz Španjolske, Mađarske, Švedske, Belgije, Engleske, Francuske, Nizozemske i Irske su osvojili po 1 naslov prvaka.
| Kategorija         | zlato                | srebro         | bronca                         |
| muha (-51 kg)      | Luís Martínez Zapata | James Clinton  | František Majdloch I. Bendai   |
| bantam (-54 kg)    | László Bogács        | Bertil Ahlin   | Peter Sanderson Duayer         |
| pero (-57 kg)      | Kurt Kreuger         | Peter Maguire  | Jules van Dyk J. Feher         |
| laka (-60 kg)      | Joseph Vissers       | Roger Baour    | Svend Wad E. Frich             |
| velter (-67 kg)    | John Ryan            | Charles Humez  | Giuseppe Facchi Eddie Cantwell |
| srednja (-75 kg)   | Aimé-Joseph Escudie  | Wally Thom     | Július Torma Shubert           |
| poluteška (-81 kg) | Henrik Quentenmeyer  | Léon Nowiaz    | Vital L'Host C. Waist          |
| teška (+81 kg)     | Gerald O'Colman      | George Scriven | Giulio Bastiani Livanski       |